# Néstor Gonçalves
Néstor Gonçalves (Cabellos, 1936. április 27. – Montevideo, 2016. december 29.) uruguayi válogatott labdarúgó.

## Pályafutása
Az uruguayi válogatott tagjaként részt vett az 1962-es és az 1966-os világbajnokságon, illetve az 1957-es és az 1959-es Dél-amerikai bajnokságon.

## Sikerei, díjai
Peñarol
- Uruguayi bajnok (5): 1958, 1959, 1960, 1961, 1962, 1964, 1965, 1967, 1968
- Copa Libertadores (3): 1960, 1961, 1966
- Interkontinentális kupa (2): 1961, 1966
- Interkontinentális bajnokok szuperkupája (1): 1969

Uruguay
- Dél-amerikai bronzérmes (1): 1959 (Argentína)